# Elverum
Elverum este o comună din provincia Innlandet, Norvegia.